# Махачкалинская ВЭС
Махачкалинская ВЭС (МахВЭС, диспетчерское наименование: «Гамиях ВЭС») — строящаяся ветроэлектростанция в Новолакском районе, Республики Дагестан у селения Гамиях.

## Описание
Первая промышленная ветряная электростанция, которая начала проектироваться и реализовываться в Республике Дагестан.
Проект реализуется российской компанией ООО «Махачкалинская ВЭС» (входит в ГК «ЭкоЭнерджи Групп») по соглашению с Правительством Республики Дагестан. Станция строится как часть Каспийского ветропарка, использующего силы прибрежных ветров для производства электроэнергии. Проект включен в Схему и программу развития электроэнергетики Республики Дагестан на 2023—2027 годы.
Проектная мощность — 12,5 МВт, проектная среднегодовая выработка — 30 млн кВт·ч.
При строительстве ветропарка рассматривается использование 5-ти промышленных ветровых энергетических установок (ВЭУ) Lagerwey L100−2,5MW, мощностью по 2,5 МВт каждая. Также в проекте рассматривается применение 3-х ВЭУ по 4,6 МВт.
ВЭС будет расположена на территории Новолакского района (Новострой) в 10 км от г. Махачкала, на расстоянии 1 км от селения Гамиях.

## История строительства
Начала проработки проекта началось в 2020 году, когда проводились изучения ветропотенциала Республики Дагестан для привлечения инвесторов в реализацию проектов возобновляемой энергетики.
В 2020 году прорабатывались 3 площадки для реализации проекта:
1. на плато горы Тарки-Тау над г. Махачкала;
2. в районе п. Сулак 15 км севернее г. Махачкала;
3. в районе Новолакского района (Новострой) в 5 км от г. Махачкала.

Первоначально проект планировался установленной мощностью 12,6 МВт и прорабатывался при активной поддержке компании «Вестас-Рус» и лично Кимала Юсупова с использованием 3-х ВЭУ, мощностью по 4,6 МВт. Рассматривались даже варианты доставки лопастей ВЭУ на гору Тарки-Тау с помощью вертолетов.
По результатам детального рассмотрения технико-экономических показателей площадок было принято решение выбрать в качестве оптимальной площадку № 3 в районе с. Гамиях Новолакского района (Новострой) Республики Дагестан.
В августе 2020 года проект успешно прошел конкурсный отбор проектов ВИЭ для реализации на розничных рынках электроэнергии (мощности) Республики Дагестан.
В 2021 году были начаты ветроизмерения на потенциальной площадке реализации Каспийского ветрокластера в окрестностях с. Гамиях. По результатам изучения ветропотенцила, данные превзошли прогнозные ожидания специалистов и составили среднегодовую скорость 8,0 м/с, что является одним из самых лучших показателей ветропотенциала в России. По результатам технический потенциал строительства ветропарков на данной площадке был оценен в 400 МВт.
Ветроизмерения и технико-экономическое обоснование Каспийского ветрокластера, разработанные «ЭкоЭнерджи Групп» создали основания для проектирования компанией «НоваВинд» на данной площадке проекта самой крупной в России Новолакской ВЭС, мощностью 315 МВт. Махачкалинская и Новолакская ВЭС, а также потенциальная Сулакская ВЭС вместе образуют Каспийский ветровой кластер генерации, мощностью около 400 МВт.
В 2022 году было подписано соглашение между АО «НоваВинд» (дивизион ГК «Росатом» по ветроэнергетике) и Группой компаний «ЭкоЭнерджи» о сотрудничестве в реализации проекта строительства Махачкалинской ВЭС, установленной мощностью 12,5 МВт в Республике Дагестан. На основании данного соглашения началось проектирование Махачкалинской ВЭС.
Особый акцент при проектировании сделан на высокой эффективности ветроэлектростанции, коэффициент использования установленной мощности которой рассчитан в диапазоне 34,3 (P90) — 40,6 % (P50) благодаря стабильным ветровым потокам Каспийского побережья.
Планируемый ввод в эксплуатацию совместно с Новолакской ВЭС в 2025 году.

## Экономическое значение
Реализация проекта позволит создать дополнительную генерацию на территории Новолакского района, обеспечив источник экологически чистой энергии для стабилизации напряжения в сети 35 кВ, повышения надежности энергоснабжения населения и возможности экономического и социального развития территории. Сумма привлеченных частных инвестиций на создание ВЭС составляет 1,4 млрд рублей.
В период проведения строительных работ будет создано около 100 рабочих мест. В период эксплуатации будет создано до 20 новых постоянных рабочих мест для обеспечения эксплуатации и охраны объекта с преимущественным правом трудоустройства местных жителей.
В результате реализации проекта в региональный бюджет будет ежегодно поступать дополнительных поступлений свыше 30 млн рублей. Для повышения налоговой эффективности проекта для районов, компания‑заказчик зарегистрирована на территории Республики Дагестан.
В рамках корпоративной социальной ответственности «Махачкалинская ВЭС» реализует благотворительный образовательный проект «ЭкоШкола», нацеленный на создание в школах системы энергоснабжения с использованием возобновляемой энергии и оборудование класса для обучения учеников основам возобновляемой энергетики. В 2023 году в средней школе с. Гамиях были установлены учебная солнечная и ветровая электростанции, а также обустроен класс и начато обучение школьников по курсу Возобновляемая энергетика.